# Gmina Rudka
Die Gmina Rudka ist eine Landgemeinde im Bielski der Woiwodschaft Podlachien in Polen. Ihr Sitz ist das gleichnamige Dorf.

## Gliederung
Zur Landgemeinde Rudka gehören neun Dörfer mit einem Schulzenamt:
Karp
Koce Borowe
Niemyje-Jarnąty
Niemyje Nowe
Niemyje-Skłody
Niemyje Stare
Niemyje-Ząbki
Olendy
Rudka
Eine weitere Ortschaft der Gemeinde ist Józefin.